# كتشلوند (مقاطعة دورة)
كتشلوند (بالفارسية: کچلوند) هي قرية تقع في قسم دورة الريفي (مقاطعة دورة) في إيران. يقدر عدد سكانها بـ 115 نسمة بحسب إحصاء 2016.